# 新疋田站
新疋田站（日语：／ Shin-Hikida eki */?）是一個位於日本福井縣敦賀市疋田，屬於西日本旅客鐵道（JR西日本）北陸本線的鐵路車站。
此站有相鄰的近江鹽津站分岔的湖西線列車直通。北陸本線的車站編號是JR-A02，湖西線是JR-B09。

## 構造
對向式月台2面2線的地面車站。上行本線月台連接中央1線，由通過列車使用。停車列車月台連接待避線（運行上為上行1號月台）。

### 月台配置
| 月台 | 路線                     | 方向 | 目的地         | 備註                |
| ---- | ------------------------ | ---- | -------------- | ------------------- |
| 1    | 北陸本線 （包括 湖西線） | 下行 | 敦賀、福井方向 | 早上除1班往敦賀     |
| 2    | 北陸本線 （包括 湖西線） | 上行 | 大阪、米原方向 | 日間只限途經 湖西線 |

## 使用情況
根據「福井縣統計年鑑」，近年1日平均上車人次如下表。
| 年度   | 1日平均 上車人次 |
| ------ | ---------------- |
| 1997年 | 33               |
| 1998年 | 32               |
| 1999年 | 35               |
| 2000年 | 24               |
| 2001年 | 24               |
| 2002年 | 20               |
| 2003年 | 20               |
| 2004年 | 17               |
| 2005年 | 14               |
| 2006年 | 13               |
| 2007年 | 17               |
| 2008年 | 21               |
| 2009年 | 28               |
| 2010年 | 29               |
| 2011年 | 32               |
| 2012年 | 26               |
| 2013年 | 25               |
| 2014年 | 25               |
| 2015年 | 23               |
| 2016年 | 23               |
| 2017年 | 23               |
| 2018年 | 26               |

## 相鄰車站
西日本旅客鐵道
 北陸本線（一部直通  湖西線）
■新快速、■快速、■普通
近江鹽津（JR-A03、JR-B10）－新疋田（JR-A02、JR-B09）－敦賀（JR-A01、JR-B08）

## 外部連結
- 新疋田｜車站資訊：JR出門網 - 西日本旅客鐵道（日語）